# مهرجان القاهرة للدراما
مهرجان القاهرة للدراما هو مهرجان للدراما المصرية، من المقرر أن يقام كل عام في سبتمبر لتقييم الأعمال الدرامية المصرية. ويمكن لأي مسلسل مصري من إنتاج شركة مصرية، أو تدور أحداثه في مصر، أو لممثلين مصريين حتى لو كان العمل من إنتاج شركة غير مصرية أن يشاركوا في المهرجان في عدة فئات وهي؛ أفضل مسلسل، أفضل مسلسل كوميدي، أفضل مخرج، أفضل ممثل، أفضل ممثلة، أفضل ممثل دور ثانٍ، أفضل ممثلة دور ثانٍ، أفضل ممثل صاعد، أفضل ممثلة صاعدة، أفضل مؤلف، أفضل تصوير، أفضل ديكور، أفضل موسيقى تصويرية، أفضل تتر. وقد تم استحداث جائزتَي أحسن أوسطى التي تقدم لأحد الفنيين من صناع الدراما، وجائزة «أفضل مخرج منفذ».
أُقيمت النسخة الأولى من المهرجان في 21 سبتمبر 2022 وترأسها الممثل يحيى الفخراني. تحت إشراف نقابة المهن التمثيلية وتمت إذاعته حصريًا على قناة دي إم سي. وتكونت لجنة التحكيم من فنانين ونقاد مصريين برئاسة المخرجة إنعام محمد علي، وبمشاركة السيناريست حاتم حافظ، الموسيقار راجح داوود، والممثل أحمد السقا ومحمد ممدوح، مدير التصوير محسن أحمد، الناقدة خيرية البشلاوي، المخرج تامر محسن، والممثلة صابرين.